# Luigi’s Mansion 3
Luigi’s Mansion 3 (japanischer Originaltitel: ルイージマンション３, Hepburn: Ruīji Manshon 3) ist ein Action-Adventure-Videospiel, das von Next Level Games entwickelt und von dem japanischen Unternehmen Nintendo am 31. Oktober 2019 exklusiv für die Nintendo Switch veröffentlicht wurde. Es ist der Nachfolger von Luigi’s Mansion 2.

## Handlung
Luigi, sein Bruder Mario, Prinzessin Peach und eine Gruppe von Toads werden in ein Luxushotel eingeladen. Nach ihrer Ankunft stellt sich heraus, dass die Einladung in Wirklichkeit eine Falle von König Buu Huu war, der Luigi und seine Freunde gefangen halten will, indem er sie in Bilder einfängt. Luigi muss sich nun erneut mit Prof. I. Gidd zusammenschließen, um seine Freunde zu retten. Mit dem neuen Geister-Staubsauger Schreckweg F-LU macht Luigi sich schließlich auf den Weg, um seine Freunde zu retten, wobei ihm immer wieder ein Geisterhund namens Polterpinscher begegnet, der ihm hin und wieder dabei hilft. Im Laufe des Spiels erhält Luigi eine weitere Verbesserung des Schreckensweg F-LU: Fluigi. Er begleitet Luigi auf seine Missionen. Professor Immanuel Gidd, der Erfinder von Fluigi, hat diesen aus dem ebenfalls von ihm erfundenen Glibber entwickelt. Fluigi hat keine Angst und keine Gefühle. Mit seiner Hilfe gelingt es Luigi, auf jeder Etage einen Boss-Geist zu besiegen, von dem er immer jeweils einen weiteren Aufzugknopf erhält, der ihm den Zutritt zu einer neuen Etage ermöglicht. 
Nachdem Luigi sich durch alle Etagen gekämpft und die Hotelbesitzerin (die ebenfalls ein Geist ist) besiegt hat, gelingt es ihm, König Buu Huu ebenfalls zu beseitigen, und seine Freunde zu retten, wobei das Geisterhotel in sich zusammenfällt. Zusammen mit den übrig gebliebenen Geistern, die sich nun auf die gute Seite stellen, errichten Luigi und seine Freunde ein neues Hotel an Stelle des alten. 
Das Spiel endet mit der Abreise von Luigi, Mario, Prinzessin Peach und der drei Toads. Der Polterpinscher taucht nun ein letztes Mal auf, um sich zu verabschieden und schläft zeitgleich mit Luigi ein.

## Spielprinzip

### Einzelspieler-Modus
Im Einzelspieler-Modus des Spiels erkundet der Spieler ein Hotel mit den 17 Etagen, die unten aufgelistet werden. Fast jede Etage hat hierbei ein eigenes Thema und am Ende der Etagen muss ein Boss-Monster besiegt werden. Dieses hinterlässt daraufhin einen Aufzugknopf, der dafür genutzt werden kann, die nächste Etage zu erreichen.
Das Spiel setzt stark auf die Erkundung des Hotels, in welchem mehrere Schätze gefunden werden können. Neben Münzen, Geldscheinen und Perlen, die als Währung dienen, können in jedem Stockwerk spezielle Edelsteine gefunden werden. Nach dem Komplettieren einer Etage ist es außerdem möglich, Buu-Huus, bekannte Gegner aus der Mario-Spieleserie, zu sammeln.
Die Spielmechanik basiert, wie schon bei den Vorgängerspielen, hauptsächlich auf das Einsaugen von Geistern mit dem Schreckweg F-LU. Neuerungen in diesem Ableger sind jedoch beispielsweise das Herumschleudern von Geistern, nachdem sie eine gewisse Anzahl ihrer Lebenspunkte verloren haben, ein Flächenangriff, um Gegner zu betäuben und Möbel umzuwerfen und ein verschießbarer Saugnapf, der durch erneutes Einsaugen Objekte und Geister zu Luigi heranholen kann. Die wohl größte Neuerung ist aber Fluigi. Im Einzelspieler-Modus kann der Spieler auf Knopfdruck zwischen Luigi und Fluigi wechseln. Fluigi kann sich aufgrund seines schleimartigen Körpers durch Gitter und enge Bereiche zwängen, schmilzt aber sofort beim Berühren von Wasser oder Feuer. Viele Funktionen aus dem Vorgänger wurden ebenfalls übernommen. Dazu gehören zum Beispiel die Düsterlampe und der Stroboblitz.
In den einzelnen Zimmern der Etagen müssen meist Rätsel gelöst werden, die den Einsatz des Schreckweg F-LUs oder eines von Luigis anderen Hilfsmitteln erfordern. Ein wesentlicher Bestandteil der Rätsel ist häufig das Demolieren der Möbel im Raum und das Anrichten von Chaos, was einen großen Teil des Spielspaßes ausmacht.

### Mehrspieler-Modus
Im Mehrspieler-Modus kann ein zweiter Spieler die Kontrolle über Luigi's Gehilfen Fluigi übernehmen und zusammen mit Luigi das Hotel erkunden und Rätsel lösen.
Weiterhin können in einem anderen Modus bis zu 8 Spieler über Internetverbindung oder lokal zusammen den Wirrwarrturm erkunden. Dabei handelt es sich um einen Turm aus 5 beziehungsweise 10 Stockwerken, die zufällig generiert werden. Um alle Geister in einem Stockwerk innerhalb des Zeitlimits zu finden und einzusaugen, ist Teamwork zwischen allen Mitspielern gefragt.
Im Polterpark-Modus können verschiedene Minispiele, wie Pool-Münzenjagd, Geisterjagd und Kanonade ebenfalls mit mehreren Spielern online und lokal gespielt werden. In Pool-Münzenjagd werden Münzen in einem Pool von den Spieler-Teams eingesammelt und den Minen, die ebenfalls im Pool schwimmen, ausgewichen. Das Team mit den meisten gesammelten Münzen gewinnt die Partie. In Geisterjagd müssen wie im Einzelspieler-Modus Geister von den verschiedenen Teams eingesaugt werden, um Punkte zu erhalten. Bei Kanonade geht es um das Abschießen von Zielscheiben mit Kanonen, die mit Kanonenkugeln beladen werden müssen. Diese Kugeln können auf dem Spielfeld gefunden und mit dem Schreckweg F-LU eingesaugt und zur Kanone gebracht werden. Hierbei können die Kugeln auch auf Spieler des gegnerischen Teams geschossen werden, um sie aufzuhalten.

## Ankündigung
Luigi’s Mansion 3 wurde erstmals in einer Nintendo Direct am 14. September 2018 mit einer Veröffentlichung im Jahr 2019 angekündigt. In der Nintendo Direct zur E3 2019 wurde ein Trailer gezeigt, in dem auf das Gameplay, die Spielmodi und die Funktionen des neuen Geister-Staubsaugers namens Schreckweg F-LU näher eingegangen wurde. Der Trailer wurde am 11. Juni 2019 auf Nintendo Deutschlands offiziellem Kanal auf YouTube veröffentlicht. Am 17. Juli 2019 gab Nintendo über Twitter bekannt, dass Luigi’s Mansion 3 am 31. Oktober 2019 erscheinen werde.

## Rezeption
Auf der Bewertungswebsite Metacritic hält das Spiel – basierend auf 101 Bewertungen – einen Metascore von 86 von 100 möglichen Punkten. Das deutschsprachige Onlinemagazin 4Players bewertete das Spiel mit 82 von 100 möglichen Punkten und vergab die Marke „Gut“.
Das Spiel konnte sich bis zum 31. März 2021 weltweit über 9,59 Millionen Mal verkaufen und ist damit eines der meistverkauften Spiele für die Nintendo Switch.